# 海丰县 (山东省)
海丰县，隋開皇六年（586年）置無棣縣，治所在今慶雲縣北，屬渤海郡，北宋治平元年（1064年）徙無棣縣治所於保順軍（今無棣鎮北信陽城年），屬滄州。元至元二年（1265年）析無棣西境又置無棣縣，稱西無棣（今慶雲），屬滄州，東部為東無棣縣，屬棣州。明初省無棣縣，明朝洪武六年（1373年）置治所，改為海豐縣，明及清初屬濟南府武定州，雍正二年（1724年）屬武定直隸州，十二年（1734年）屬武定府。1924年（民國13年）因与广东省海丰县重名，改名無棣縣。